# Live at Reading
Live at Reading – album koncertowy amerykańskiego zespołu grunge’owego Nirvana, wydany 3 listopada 2009 roku na nośnikach CD i DVD. Album zawiera utwory zagrane na festiwalu w Reading 30 sierpnia 1992 roku.

## Lista utworów
1. „Breed” (2:57)
2. „Drain You” (3:54)
3. „Aneurysm” (4:34)
4. „School” (3:12)
5. „Sliver” (2:13)
6. „In Bloom” (4:33)
7. „Come as You Are” (3:34)
8. „Lithium” (4:23)
9. „About a Girl” (3:09)
10. „Tourette's” (1:51)
11. „Polly” (2:48)
12. „Lounge Act” (3:04)
13. „Smells Like Teen Spirit” (4:44)
14. „On a Plain” (3:00)
15. „Negative Creep” (2:54)
16. „Been a Son” (3:23)
17. „All Apologies” (3:25)
18. „Blew” (5:23)

Bis:
1. „Dumb” (2:34)
2. „Stay Away” (3:41)
3. „Spank Thru” (3:05)
4. „Love Buzz” (4:56) (cover Shocking Blue; utwór tylko w wydaniu DVD)
5. „The Money Will Roll Right In” (2:13) (cover Fang)
6. „D-7” (3:43) (Greg Sage) (cover Wipers)
7. „Territorial Pissings” (4:30)

## Odbiór
Na stronie Metacritic, Live at Reading otrzymał powszechne uznanie na podstawie 15 recenzji krytycznych i zajmuje siódme miejsce na liście tej strony "Najlepiej ocenionych albumów", jest też jednocześnie najlepiej ocenionym albumem alternatywnym. Krist Novoselic wyznał, że album to dla niego świetny sposób na wspominanie Nirvany.